# Jacques Jasmin
Jacques Jasmin, pseudonimo di Jacques Boé (Agen, 1798 – 1864), è stato un poeta francese  di lingua occitana.
Precursore dei felibres, fu molto acclamato tra i romantici francesi per i suoi canti. Particolare importanza riveste la raccolta Carta da pacchi (1835).